# هنری والتر بلیو

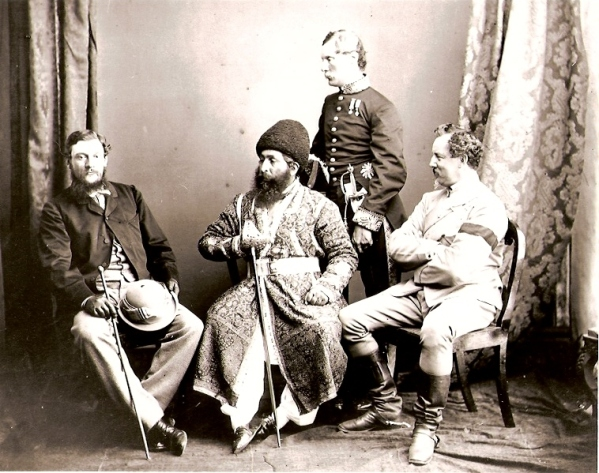
بلیو در چپ به عنوان مترجم شفاهی شیرعلی خان، امیر افغانستان (وسط)

هنری والتر بلیو (به انگلیسی: Henry Walter Bellew) (۳۰ اوت ۱۸۳۴ – ۲۶ ژوئیهٔ ۱۸۹۲) پزشک نظامی بریتانیایی زادهٔ هند بود که در افغانستان کار می‌کرد. در مأموریت‌هایش در منطقه در خدمت ارتش بریتانیا، چندین کتاب نوشت و روی زبان‌ها و فرهنگ افغانستان نیز مطالعه کرد.
او در سفرنامهٔ از سند تا دجله به خراسان و ایران نیز پرداخته است. او شرق‌شناسی آماتور بود و مهم‌ترین مشارکتش در شرق‌شناسی نوشتن دستور زبان و فرهنگ واژگان پشتو به انگلیسی مشتمل بر ۹ هزار واژه بود که دومی به مدت یک قرن تنها اثر در نوع خود به حساب می‌آمد.